# Cala Deià

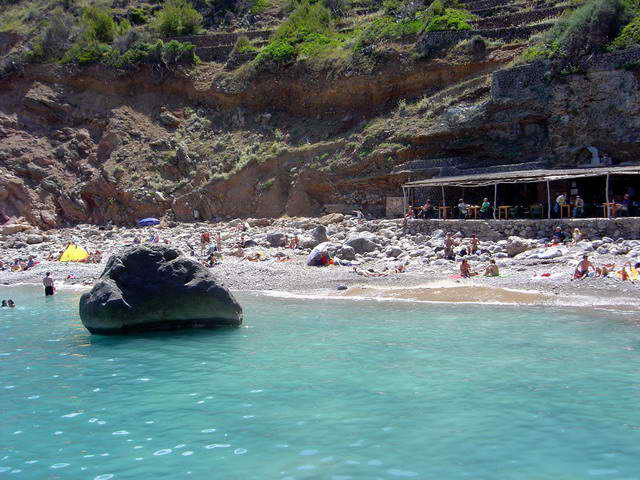
La "Roca d'Enmig", tan característica de Cala Deià.

La Cala de Deià o Cala Deià és la major cala del municipi de Deià, a Mallorca, i una de les principals de la Serra de Tramuntana (tan característica pels seus penyals segats en sa vessant marítima). Els deianencs l'anomenen simplement "Sa Cala".
Està situada entre les puntes de Deià i els còdols Blancs, i serveix de desembocadura per al torrent Major de Deià. És bàsicament una cala de còdols, però hi ha qualcuns trossos d'arena i, segons quines èpoques, d'algues.
Apareix documentada per primera vegada a la cartografia en el mapa del Cardenal Despuig (1785). Va servir tradicionalment d'abric per a les barques de pesca; de fet hi ha unes característiques cases de pescadors (avui sense habitar) i alguns escars. Hi ha dos restaurants on es pot gaudir de bona cuina a la vora de la mar: Cas Patró March (a càrrec de descendents d'una de les famílies de pescadors) i Can Lluc.

## Anècdotes
- A Cala Deià es varen gravar unes escenes de la pel·lícula Evil under the Sun de Guy Hamilton; hi actuaven actors de la talla de Peter Ustinov (com a Hercule Poirot), i va comptar amb la participació de nombrosos extres deianencs.